# Антон Ажбе
Антон Ажбе (словен. Anton Ažbe; Доленчице, 30. мај 1862 — Минхен, 5. август 1905) је био словеначки сликар и учитељ сликарства. Рођен је у Аустроугарској, а каријеру је остварио у Минхену. 

## Биографија
Ажбе се образовао код Јанеза Волфа у Љубљани. У јесен 1882. образовање је наставио на Уметничкој академији у Бечу, а 1884. је прешао у Минхен. 
Основао је 1891. приватну уметничку школу у Минхену и постао једна од најзначајнијих личности минхенске уметничке сцене. У његовој школи посебно су били бројни студенти из словенских земаља. Био је цењен и као сликар, али је створио релативно мало дела. 
Међу његовим ученицима су били: 
- Алексеј фон Јавленски
- Василиј Кандински
- Рихард Јакопич
- Надежда Петровић
- Бета Вукановић
- Љубица Филиповић Лазаревић
- Франциска цу Ревентлов
- Мстислав Добужински
- Иван Грохар
- Дмитри Кардовски
- Лудвик Куба
- Еугенијус Жак
- Матеј Штернен

## Галерија
- Антон Ажбе - Црнкиња